# Einigkeit Wilhelmsburg
Der ESV Eisenbahner-Sportverein Einigkeit von 1908 e. V., bekannt als Einigkeit Wilhelmsburg, ist ein Sportverein aus dem Hamburger Stadtteil Wilhelmsburg. Die erste Fußballmannschaft spielte nach dem Zweiten Weltkrieg acht Jahre in der höchsten Amateurklasse.

## Geschichte
Im Jahre 1916 wurde von Jugendlichen im Wilhelmsburger Bahnhofsviertel der wilde "FC Hohenzollern" gegründet. Nach Kriegsende folgte die offizielle Aufnahme in den Sportverband und eine Reihe von Umbenennungen. So hieß der Klub zunächst WFC Einigkeit, später FC Amateure und FC Einigkeit, dann nach der Fusion mit dem Wilhelmsburger Turnerbund im Jahre 1934 "Reichsbahn Turn- und Sportverein Wilhelmsburg". Im alten Bahnhofsviertel verfügte der Verein nun zwischen der Parallelstraße und der Schönenfelderstraße über zwei Sportplätze, eine eigene Turnhalle und eine Kleinkaliberschießanlage. Bekannt war der Verein, der sich nach dem Krieg in ESV Einigkeit umbenannte, vor allem durch seine Fußballabteilung. In den dreißiger und vierziger Jahren gehörte sie einige Jahre der zweiten Spielklasse an, ehe der Verein 1942 kriegsbedingt den Spielbetrieb einstellen musste.
Aufsehen erregte der Klub dann in den ersten Nachkriegsjahren, als den Schwarzweißen nach zwei aufeinanderfolgenden Meisterschaften 1950 der Aufstieg in die "Amateurliga" gelang. Mit dem vierten Platz erreichte die Mannschaft im Jahre 1953 ihre beste Platzierung in der zweiten deutschen Spielklasse. Fünf Jahre danach stieg die Mannschaft aus der Amateurliga ab, da ein Großteil der Talente von norddeutschen Spitzenvereinen abgeworben wurde. 1963 verpasste Einigkeit als Dritter der Hansa-Staffel nur knapp den Wiederaufstieg. Drei Jahre später stieg die Mannschaft auch aus der Verbandsliga ab. Seit dem Abstieg im Jahre 2016 aus der Kreisliga spielt die erste Mannschaft in der Kreisklasse.

## Persönlichkeiten
- Farid Alfa-Ruprecht
- Faride Alidou
- Stephan Ambrosius
- Fabio Baldé
- Walter Banse
- Mario Lau
- Omar Megeed
- Manija Mir
- Khaled Mohssen
- Erwin Piechowiak
- Mariam Ruhin
- Shebnam Ruhin
- Elias Saad
- Ernst Seikowski